# Пригорје Брдовечко
Пригорје Брдовечко је насељено место у саставу општине Брдовец у Загребачкој жупанији, Хрватска. До територијалне реорганизације у Хрватској налазило се у саставу старе загребачке приградске општине Запрешић.

## Становништво
На попису становништва 2011. године, Пригорје Брдовечко је имало 1.345 становника.

## Попис1991.
На попису становништва 1991. године, насељено место Пригорје Брдовечко је имало 986 становника, следећег националног састава:
| Попис 1991.‍  | Попис 1991.‍  | Попис 1991.‍ | Попис 1991.‍ | Попис 1991.‍ |
| ------------ | ------------ | ----------- | ----------- | ----------- |
|              |              |             |             |             |
| Хрвати       | Хрвати       |             | 937         | 95,03%      |
| Муслимани    | Муслимани    |             | 10          | 1,01%       |
| Срби         | Срби         |             | 10          | 1,01%       |
| Словенци     | Словенци     |             | 9           | 0,91%       |
| Македонци    | Македонци    |             | 2           | 0,20%       |
| Чеси         | Чеси         |             | 2           | 0,20%       |
| Мађари       | Мађари       |             | 1           | 0,10%       |
| неопредељени | неопредељени |             | 15          | 1,52%       |
| укупно: 986  |              |             |             |             |